# Mitcheldean
Mitcheldean es una localidad situada en el condado de Gloucestershire, en Inglaterra (Reino Unido). Según el censo de 2011, tiene una población de 2783 habitantes.
Está ubicada al noreste de la región Sudoeste de Inglaterra, cerca de la frontera con Gales y las regiones Midlands del Oeste y Sudeste de Inglaterra, y de las ciudades de Gloucester —la capital del condado— y Bristol.